# Łoźnik
Łoźnik (niem. Lotterfeld) – wieś w Polsce położona w województwie warmińsko-mazurskim, w powiecie braniewskim, w gminie Pieniężno.
W latach 1975–1998 miejscowość administracyjnie należała do województwa elbląskiego. Wieś znajduje się w historycznym regionie Warmia.

## Historia
Wieś lokowana w 1325 r. przez kapitułę warmińską. We wsi znajduje się kaplica pw. Najświętszej Marii Panny z 1873 r., należąca do parafii w Plutach.
Liczba mieszkańców: w roku 1933 - 238 osób, w 1939 - 223.